# Muhammad V av Granada
Muhammad V av Granada, död 1391, var sultan av Granada 1354–1359 och 1362–1391.
Han efterträdde sin far 1354. Han avsattes 1359 av sin svåger Muhammad VI och styvmor Rim (konkubin) och ersattes av sin halvbror, Rims son Ismail II, som 1360 själv avsattes av Muhammad VI. Han utkämpade 1361-62 ett inbördeskrig med sin kusin Muhammad VI. Hans kusin tillfångatogs och dödades av kungen av Kastilien 1362, och han kunde då återta tronen. 
Han gifte sig med sin kusin, vars namn är okänt; vid hans avsättning 1359 försökte hans halvbror Ismail och dennes mor få äktenskapet upplöst för att göra det möjligt för Ismail att gifta sig med henne, men det tycks som om hon efter en tid tilläts följa efter Muhammed V till Fez.